# Coiba
A Csendes-óceánban található Coiba Panama legnagyobb szigete. Az itt és a környező kisebb szigeteken elterülő Coiba Nemzeti Parkot 2005-ben felvették a világörökségek listájára.

## Földrajz
A Coiba Közép-Amerika délkeleti, Panama délnyugati részén található a Csendes-óceánban, a Chiriquí-öbölben, a kontinens partjaitól mintegy 20 km távolságra. Északi és délkeleti részét a partmenti síkságok és az azokból alig (kevesebb mint 100 méterre) kiemelkedő magaslatok jellemzik, a fennmaradó részt inkább a 200 métert alig meghaladó dombvidékek. Legmagasabb csúcsai a középső vonulatban találhatók: itt emelkedik a 416 méteres Cerro de la Torre és a 406 méteres Cerro de San Juan. A 493 km²-es szigetet szinte teljes egészében trópusi erdő borítja.

## A Coiba Nemzeti Park
A Coiba sziget, valamint a környezetében található 38 másik kisebb szigetecske, és a körülöttük elterülő tengerek alkotják a Coiba Nemzeti Parkot. A szigeten 1919 és 2004 között büntetőtelep működött, többek között ennek is köszönheti azt, hogy nagy része szinte érintetlenül megmaradt. A nemzeti parkot 1991-ben hozták létre.
A helyszín egy része turisták által is látogatható. Számukra útvonalakat jelöltek ki: ilyen például az északkeleti part közelében levő, 1 km hosszú Majmok ösvénye, amelyet bejárva bőgő- és csuklyásmajmok figyelhetők meg. Az egykori büntetőtábor maradványai a keleti part közelében látogathatók meg.

### Élővilág
Mivel Coiba elhelyezkedésénél fogva védve van a hideg szelektől és az El Niño jelenségtől, a sziget nedves trópusi erdeje kiváló helyszín volt új fajok kialakulásához és fennmaradásához: nem ritka az endemizmus az itteni emlősök, madarak és növények körében sem. A 2701,25 km²-es nemzeti parkban eddig összesen 1450-féle növényfajt írtak le, valamint 147-féle madarat, 69-féle halat, 39-féle hüllőt és kétéltűt, és 36-féle emlőst.
Az erdőkben bővelkednek az olyan növények, mint a gyapotfa, a panamafa (Sterculia apetala), az espavé (Anacardium excelsum), az andiroba (helyi nevén: tangaré) és a Pachira quinata nevű mályvaféle. A tengeri élőlények közül említésre méltó a cetcápa, a tigriscápa, az atlanti ördögrája, a Coryphaena hippurus nevű aranymakrahal-féle és a sárgaúszójú tonhal.

## Képek

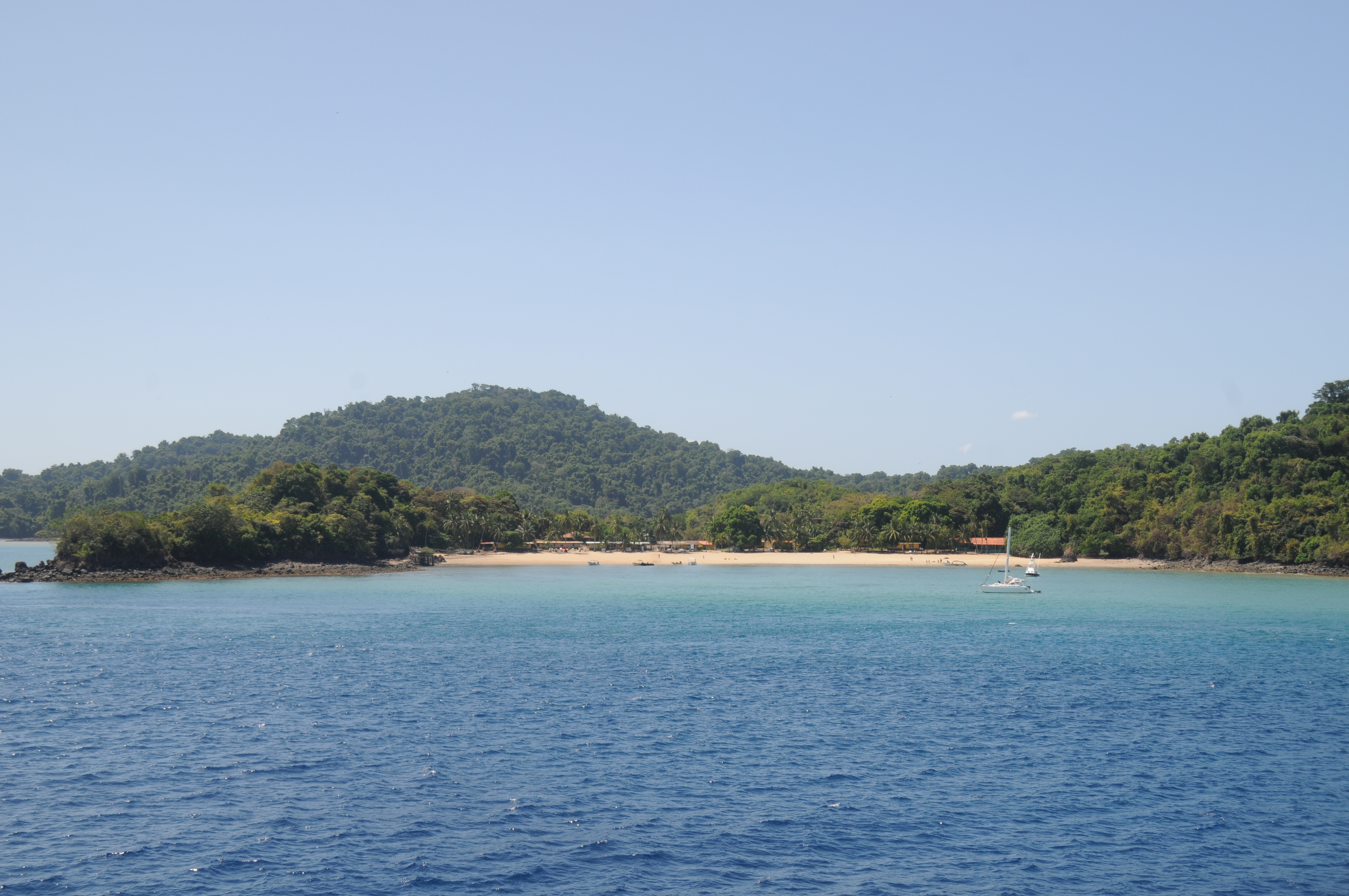
Partvidék
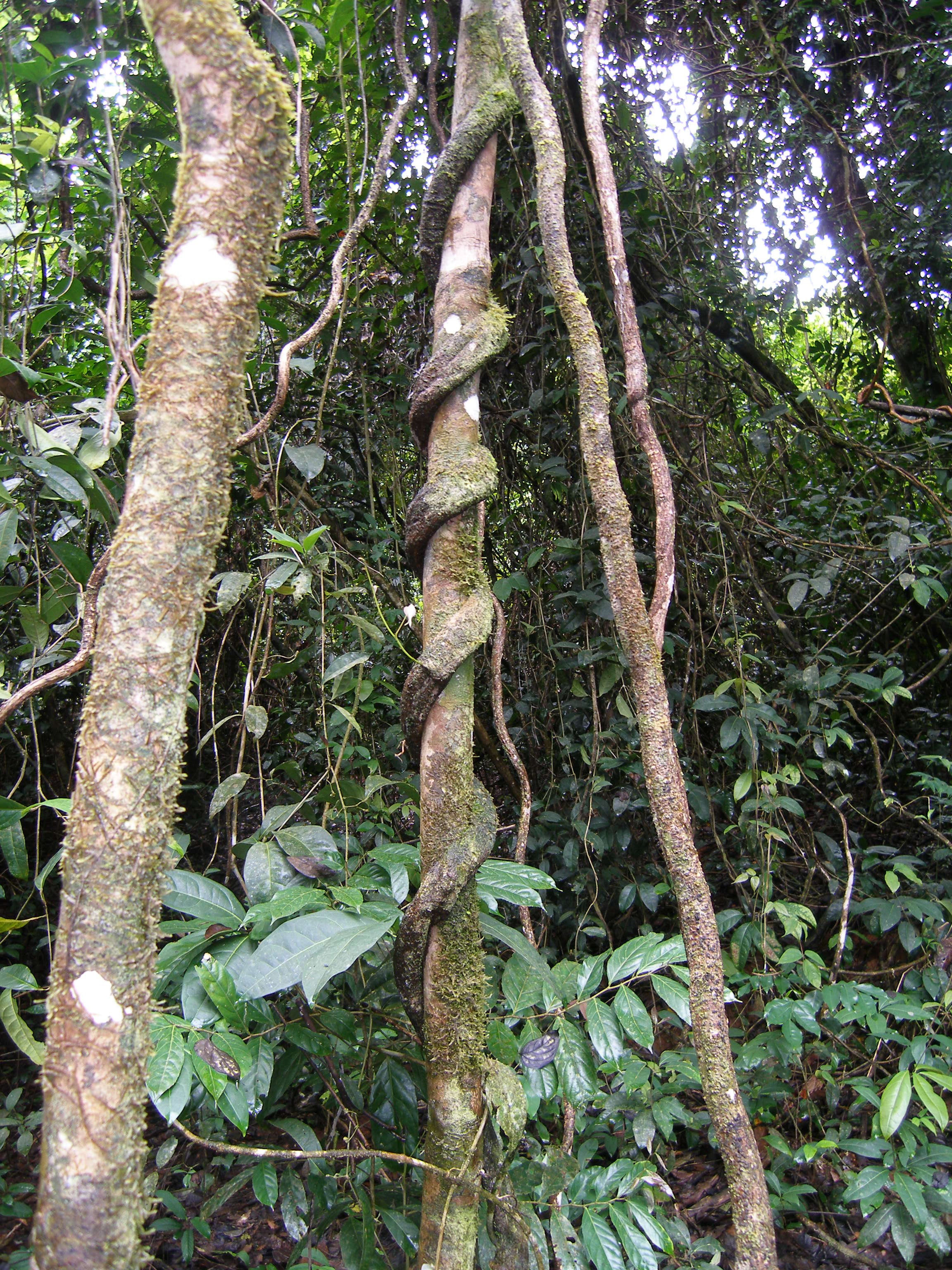
Részlet a sziget őserdejéből
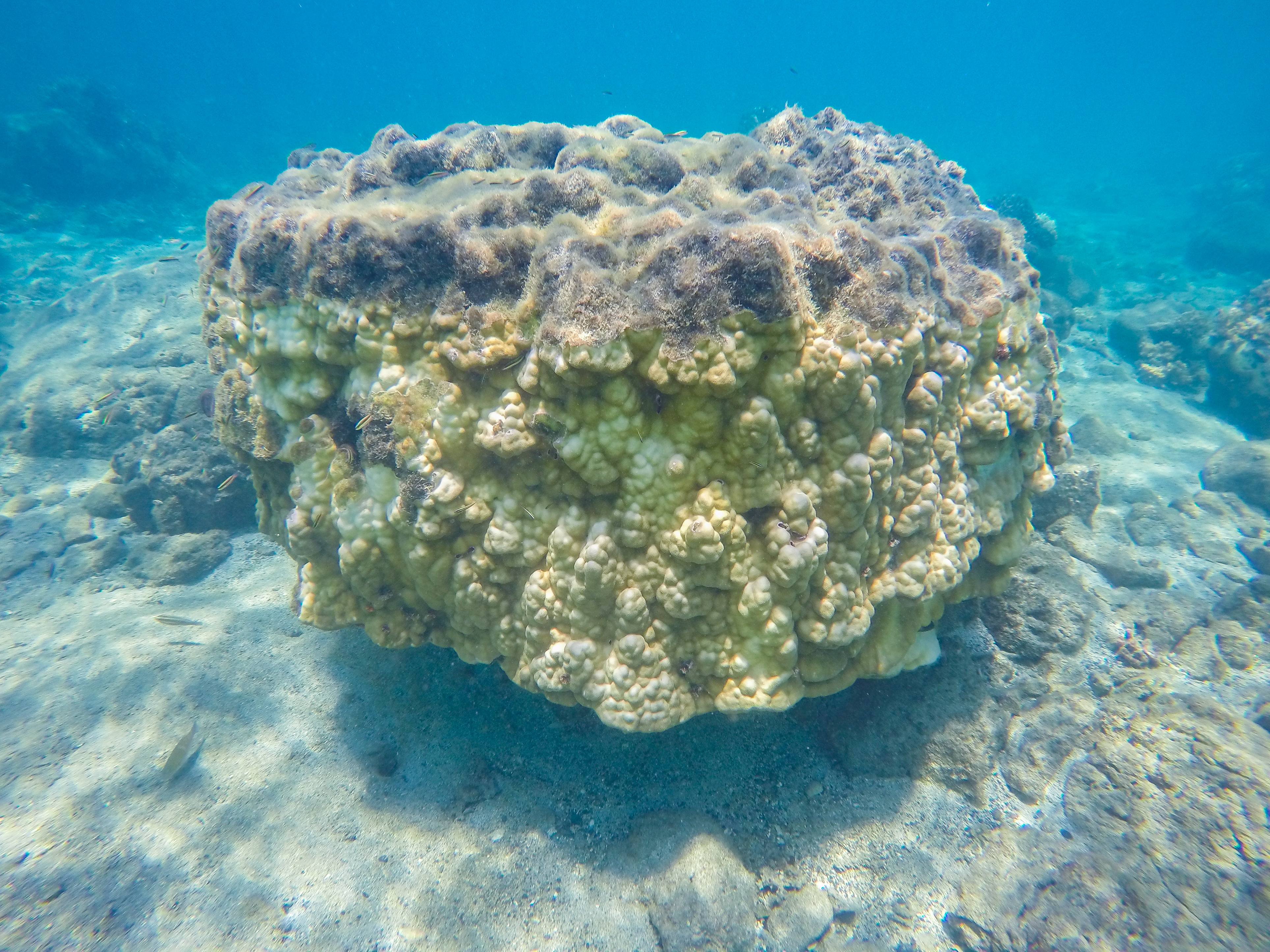
Korallok a partmenti vízben
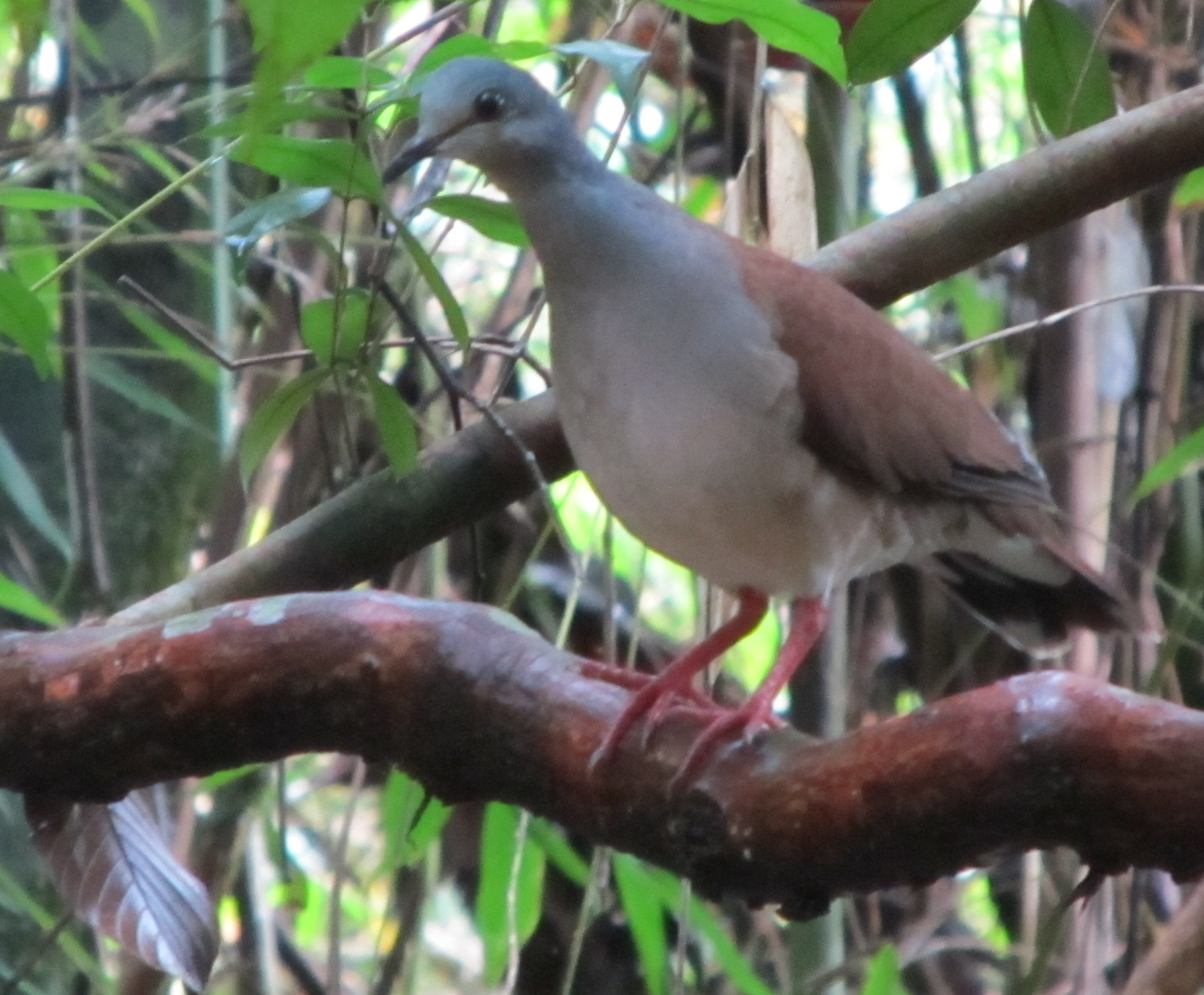
Panamai pufógerle Coibán